# Acrochordonichthys gyrinus
Acrochordonichthys gyrinus és una espècie de peix de la família dels akísids i de l'ordre dels siluriformes.

## Morfologia
- Els mascles poden assolir els 10 cm de llargària total.
- Nombre de vèrtebres: 39.[2][3]

## Alimentació
Menja crustacis i organismes bentònics.

## Distribució geogràfica
Es troba al Sud-est asiàtic: conca del riu Chao Phraya a Tailàndia.